# Marovitsika
Marovitsika è una città e comune del Madagascar situata nel distretto di Befotaka, regione di Atsimo-Atsinanana. 
La popolazione del comune rilevata nel censimento 2001 era pari a 8 500 unità.